# Liso Polje
Liso Polje (en serbe cyrillique : Лисо поље) est un village de Serbie situé dans la municipalité d’Ub, district de Kolubara. Au recensement de 2011, il comptait 224 habitants.

## Démographie
| 1948 | 1953 | 1961 | 1971 | 1981 | 1991 | 2002 | 2011 |
| ---- | ---- | ---- | ---- | ---- | ---- | ---- | ---- |
| 317  | 367  | 369  | 323  | 291  | 247  | 278  | 224  |

|  |